# Martyn Poliakoff

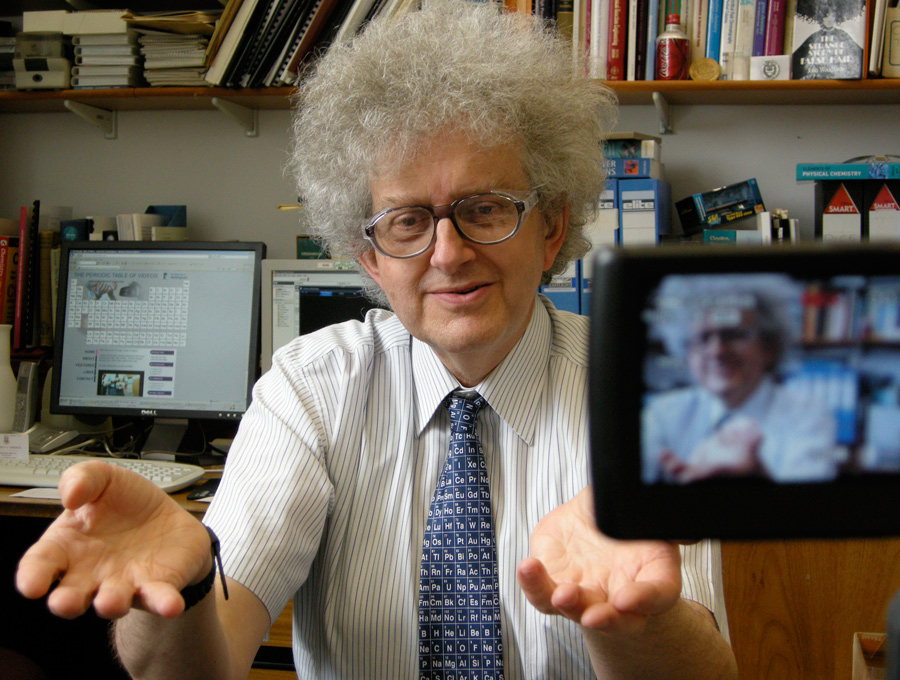
Martyn Poliakoff während eines Drehs für Periodic Videos.

Sir Martyn Poliakoff, FRS, CBE (* 16. Dezember 1947) ist ein britischer Chemiker. Seit 1979 lehrt er an der University of Nottingham, wo er zu chemischen Anwendungen von überkritischen Flüssigkeiten mit Schwerpunkt Grüne Chemie forscht. Popularität außerhalb seines Fachgebiets erlangte Poliakoff über die Video-Serie Periodic Videos (ursprünglich The Periodic Table of Videos) von Brady Haran, die seit 2008 auf YouTube veröffentlicht wird.
Er ist der Bruder des Dramatikers Stephen Poliakoff.

## Wissenschaftliche Karriere
Poliakoff studierte am King’s College in Cambridge, wo er 1969 seinen Bachelor-Abschluss erreichte und 1973 promoviert wurde. Thema seiner von Jim Turner betreuten Dissertation war die Matrixisolation großer Moleküle.
Bereits seit 1972 war er wissenschaftlicher Mitarbeiter (Researcher/Senior Research Officer) für Anorganische Chemie an der University of Newcastle upon Tyne. 1979 wechselte er als Lecturer an die Universität Nottingham, wo er 1985 zum Reader und 1991 zum Professor für Chemie befördert wurde.
2018 wurde er Honorarprofessor an der Universität für Chemische Technik in Peking und er ist Honorarprofessor an der Lomonossow-Universität.
2006 bis 2012 war er Hauptherausgeber von Green Chemistry. 2011 bis 2016 war er Foreign Secretary und Vizepräsident der Royal Society.
Er entwickelte neue Methoden der Beobachtung von Phasen überkritischer Flüssigkeiten und untersuchte kontinuierliche Reaktionen organischer Verbindungen in superkritischem Kohlendioxid (u. a. Hydrierung, Veretherung, säure-katalysierte Reaktionen und Biokatalyse), Reaktionen in superkritischem Wasser (einschließlich selektive Oxidation von aromatischen Verbindungen) und befasste sich mit Metalloxid-Nanopartikeln und Vibrationsspektroskopie.

## Ehrungen
- 2002 Fellow der Royal Society
- 2002 Fellow der Royal Society of Chemistry
- 2004 Fellow der Institution of Chemical Engineers
- 2007 Commander of the Order of the British Empire (CBE)
- 2008 Fellow der Chemical Society of Ethiopia
- 2010 Leverhulme-Medaille (Royal Society)
- 2011 Auswärtiges Mitglied der Russischen Akademie der Wissenschaften[4]
- 2012 Mitglied der Academia Europaea[5]
- 2014 Associate Fellow der Ethiopian Academy of Sciences[6]
- 2015 Investitur zum Knight Bachelor[7][8]
- 2016 Fellow der American Association for the Advancement of Science[9]
- 2019 James T. Grady-James H. Stack Award for Interpreting Chemistry for the Public der American Chemical Society.
- 2019 Flerov-Preis für Arbeiten zu exotischen Kernen.
- 2019 Michael-Faraday-Preis der Royal Society